# Angleton
Angleton ist eine Stadt und Sitz der County-Verwaltung (County Seat) des Brazoria Countys im US-Bundesstaat Texas in den Vereinigten Staaten. Das U.S. Census Bureau hat bei der Volkszählung 2020 eine Einwohnerzahl von 19.429 ermittelt.

## Geographie
Angleton liegt im Südosten von Texas, etwa 45 Kilometer südlich von Houston, ist 28 Kilometer vom Golf von Mexiko entfernt und erstreckt sich über eine Fläche von 27,4 km², davon 0,15 km² Wasserfläche.

## Geschichte
Angleton wurde 1890 mit der Erschließung der Gegend durch Eisenbahnstrecken gegründet. Die Stadt wurde nach der Ehefrau eines Geschäftsführers der Velasco Terminal Railway benannt. Am 12. November 1912 bekam der Ort Stadtrecht.

## Demografie
Nach der Volkszählung im Jahr 2000 leben in der Stadt 4894 Familien. Die Bevölkerungsdichte liegt bei 663/km². 75,2 % der Einwohner sehen sich als Weiße, 11,4 % als Schwarze, 0,5 % von indianischer und 1,1 % von asiatischer Abstammung. 9,6 % bezeichnen sich als einer anderen Rasse zugehörig. Als Hispancis oder Latinos betrachten sich 23 %.

Das mittlere Haushaltseinkommen liegt bei 42.184 USD, das mittlere Einkommen einer Familie bei 50.019 USD. Die mittlere Größe eines Haushalts beträgt 2,75, die mittlere Familiengröße 3,19 Personen. Von den Einwohnern unter 18 Jahre leben 14,4 % unter der Armutsgrenze, von den Einwohnern über 65 Jahre sind es 13,8 %.

## Wirtschaft
Angleton ist insbesondere ein Handelszentrum für landwirtschaftliche Produkte. Mit dem Wachstum der Chemieindustrie im südlich gelegenen Freeport in den 1940er Jahren gewann Angleton auch als Banken- und logistisches Zentrum für Erdöl und chemische Produkte an Bedeutung.